# عبد يا ليل بن عمرو
عبد ياليل بن عمرو بن عمير الثقفي من قبيلة ثقيف هو أحد زعماء مدينة الطائف الذين عادَوا الإسلام في بداية دعوة النبي محمد صلى الله عليه وسلم. وفي عام 631م كان من ضمن الوفد الذي كان سبب قبول قبيلته في دخول الإسلام.

## قصته مع الرسول
وتبدأ قصته مع رسول الله عندما أُغْلِقَتْ أبوابُ الدعوة في مكة بعد وفاة أبي طالب عمِّ النبي، فانطلق الرسول إلى مدينة الطائف ليدعو قبيلة ثقيف إلى الله فالتقى مع زعماء ثقيف، وكانوا ثلاثة على رأسهم «عبد ياليل بن عمرو»، وعرض عليهم الأمر، فوجد منهم الجحود والإنكار والصد حتى وصل باب السخرية والاستهزاء والاستخفاف، اذ قال زعيمهم عبد ياليل بن عمرو: «إنه ليمرط ثياب الكعبة إن كان الله أرسله». ثم طاردوه وصاحبه زيد بن حارثة بالحجارة والسباب، حتى أخرجوهما تمامًا من منطقة الطائف.
وفي رمضان من العام التاسع الهجري، وجدت قبيلة ثقيف أن قوة المسلمين أصبحت هي القوة الأولى في الجزيرة العربية، وبخاصة بعد فرار الجيوش الرومانية منها في تبوك، ففكَّرت أن تأتي المدينة لتبايع على الإسلام. وجعلوا على رأس هذا الوفد «عبد ياليل بن عمرو». استقبل الرسول وفد ثقيف وجلس معهم يستمع لمفاوضاتهم ومقترحاتهم التي طلبوا فيها بشروط منها: أن يأذن لهم في الربا والزنا وفي الخمر، وأن يُعْفَوْا من الصلاة، وأن تُتْرَكَ لهم اللات. وأخذ الرسول يُفَسِّرُ لهم ويشرح رافضا مطالبهم وكان يُحاورهم كل ليلة بعد صلاة العشاء. وفي نهاية الأمر، قَبِلَ وفد ثقيف بالإسلام كاملاً دون انتقاص ولا تفريط، ودخلت بعد ذلك قبيلة ثقيف في الإسلام، وكانت من أكثر الناس ثباتًا على الإسلام حتى في زمان الردة.

## وصلات خارجية
- سماحة الرسول مع عبد ياليل بن عمرو الثقفي - موقع قصة الإسلام.
- عمدة القاري - ج 15 - 3067 - 3411 - تتمة الجهاد والسير - أحاديث الأنبياء.